# Commewijne (rivier)

Kaart van Commewijne Rivier

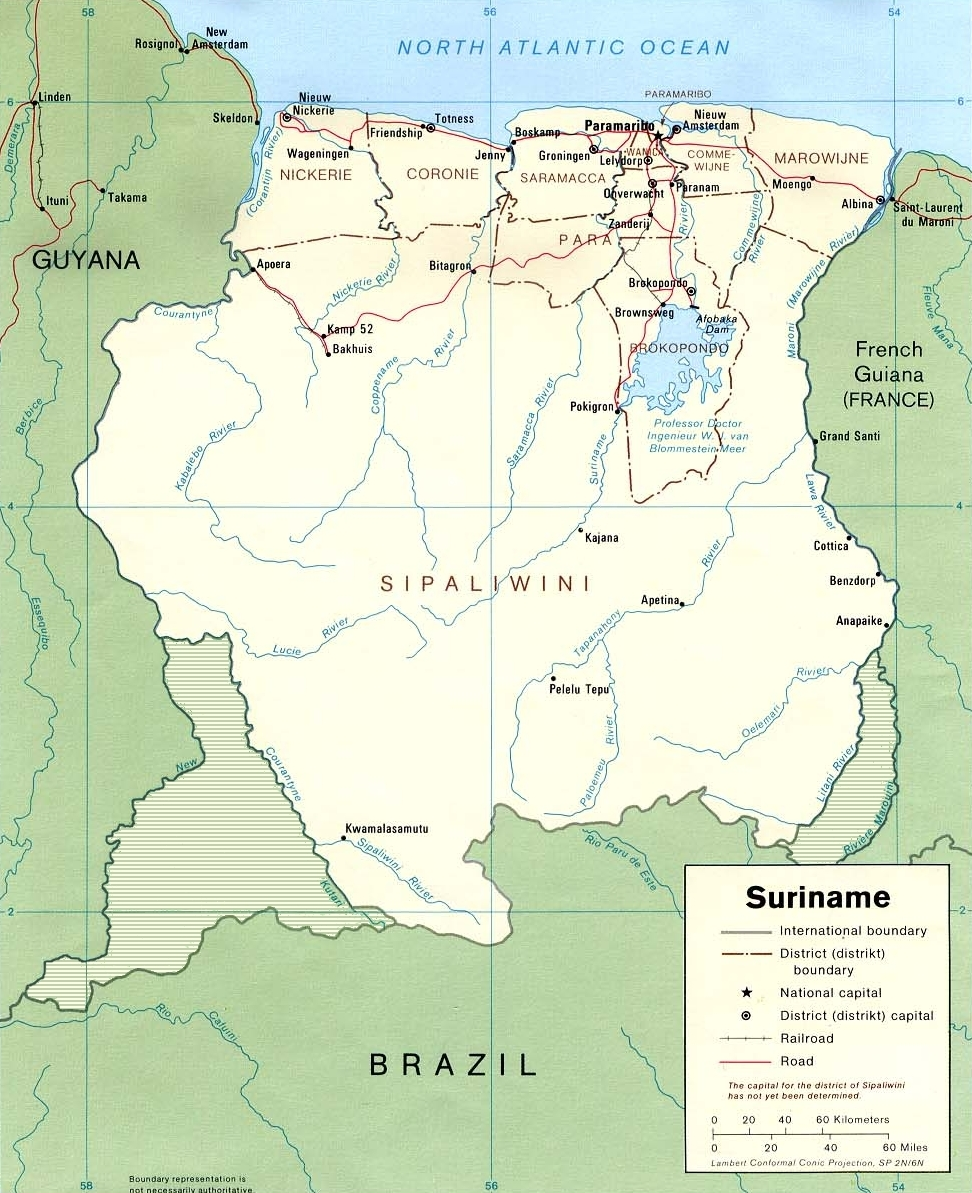
De Commewijne stroomt vanuit de bergen in het district Commewijne richting het noorden van Suriname en mondt uit in de Atlantische Oceaan

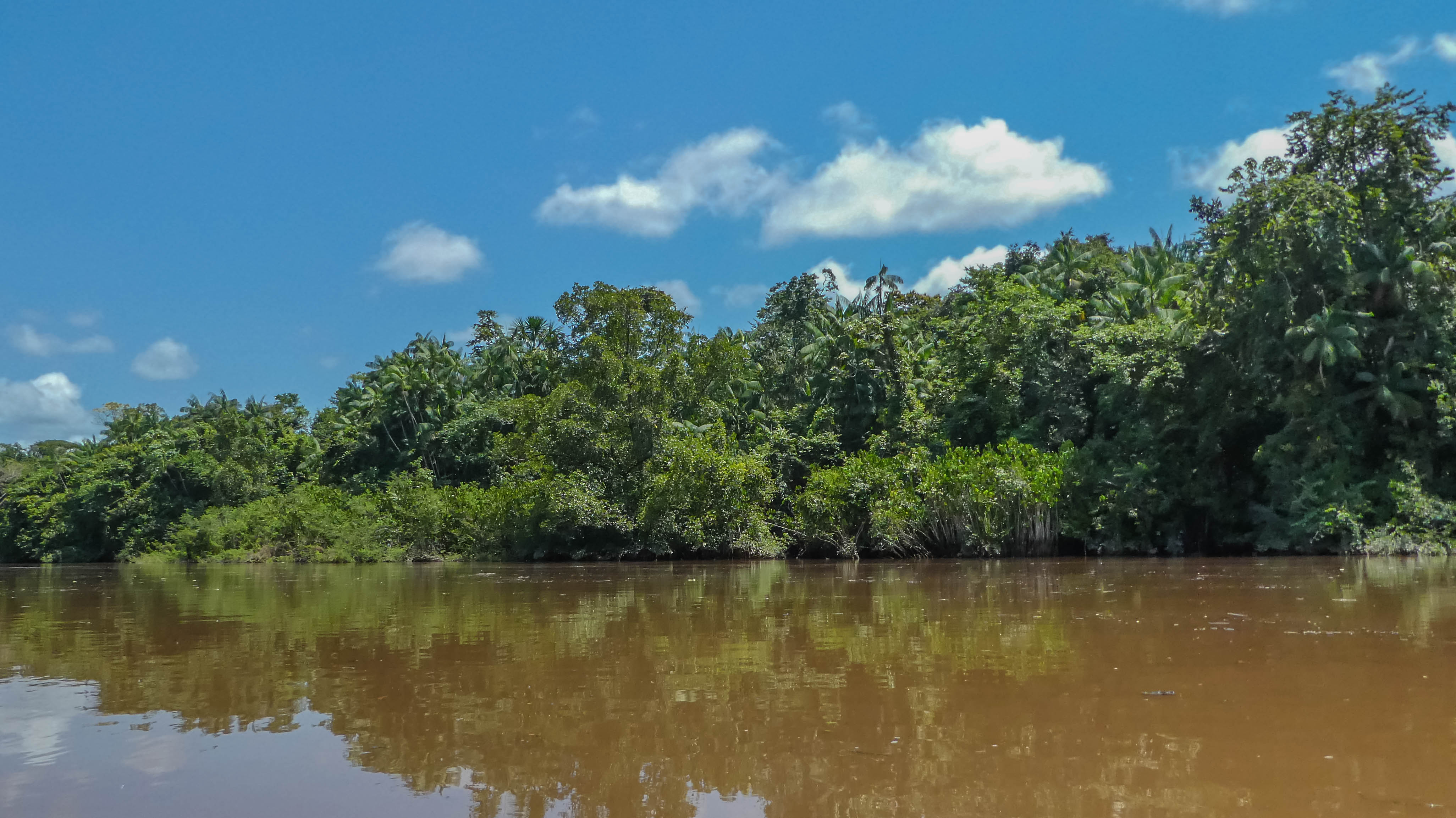
De Commewijne rivier bij Stolkertsijver

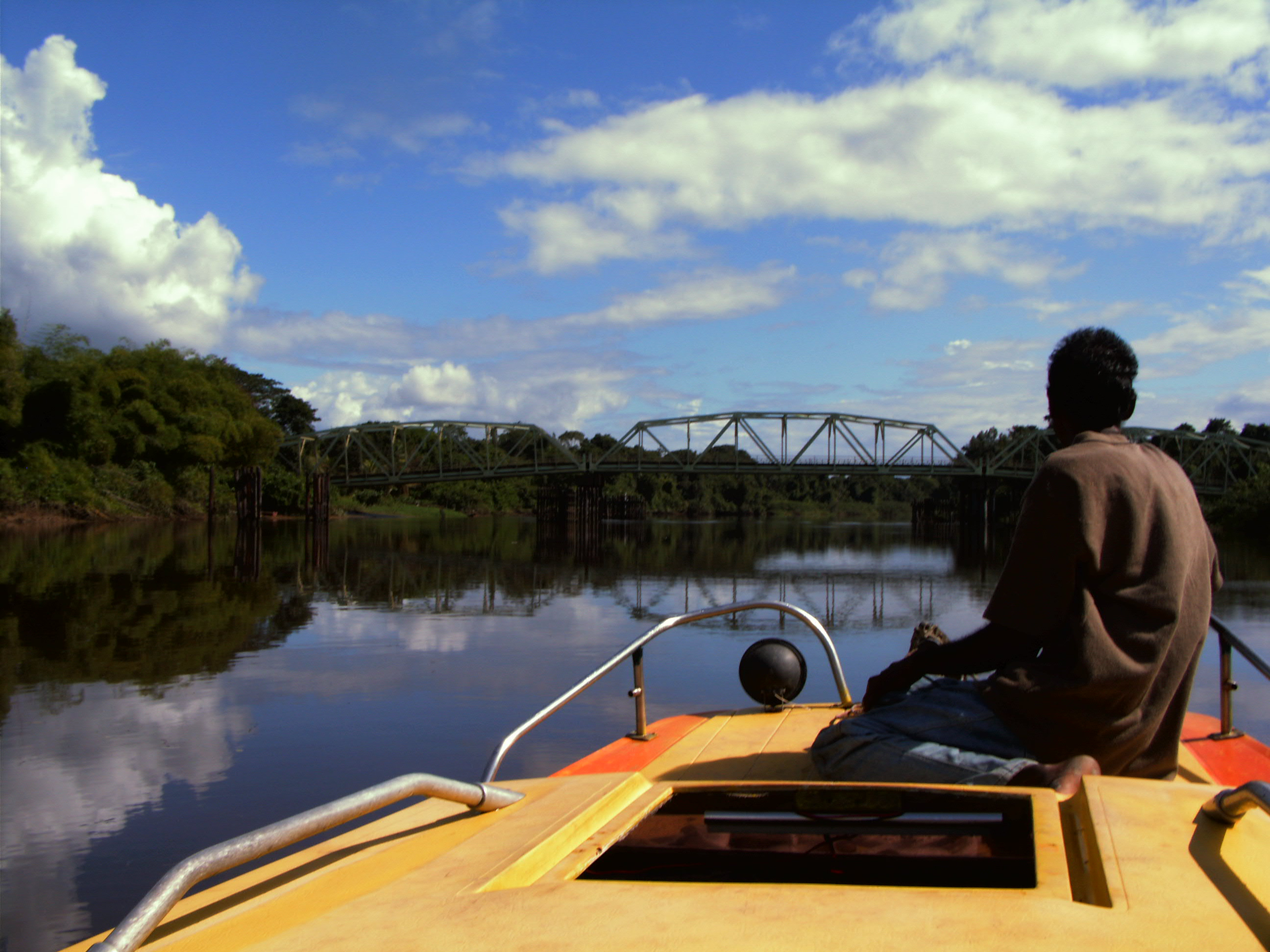
De brug bij Stolkertsijver

De Commewijne (Sranantongo: Kawina-liba; liba = rivier) is een rivier in het district Commewijne in het noorden van Suriname.
De rivier heeft een stroomgebied van 6.600 km² en ontspringt in de bergen. Vanuit hier stroomt de rivier richting het noorden waar hij uiteindelijk uitmondt in de Atlantische Oceaan, samen met de rivier Suriname, ter hoogte van Nieuw-Amsterdam. Voor het bereiken van de oceaan, ter hoogte van de voormalige plantage Alliance, mondt de rivier Cottica uit in de Commewijne.

## Naam
In 1600 en 1700 was de rivier bekend onder de namen Camaiwini en Cammawini. De naam Commewijne is vermoedelijk ontstaan uit de Arowaakse woorden kama (tapir) en wini (water/rivier).

## Plantages
Langs de rivier hebben veel plantages gelegen waar voornamelijk suikerriet geteeld werd. Ook werd er koffie en cacao verbouwd, maar dit veranderde na de afschaffing van de slavernij in Suriname in 1863. Tegenwoordig (2008) werd nog op de plantage Katwijk koffie (Arabica) verbouwd. Verder is er enige veeteelt en visserij. Bij Stolkertsijver lag de voormalige suikerrietplantage Courcabo. De voormalige plantage Alkmaar, eveneens gelegen aan de Commewijne, stond ook bekend als suikerrietplantage.